# Melhania apiculata
Melhania apiculata är en malvaväxtart som beskrevs av Baker f.. Melhania apiculata ingår i släktet Melhania och familjen malvaväxter. Inga underarter finns listade i Catalogue of Life.